# Liste der Baudenkmäler in Rain (Niederbayern)
Auf dieser Seite sind die Baudenkmäler in der niederbayerischen Gemeinde Rain zusammengestellt. Diese Tabelle ist eine Teilliste der Liste der Baudenkmäler in Bayern. Grundlage ist die Bayerische Denkmalliste, die auf Basis des Bayerischen Denkmalschutzgesetzes vom 1. Oktober 1973 erstmals erstellt wurde und seither durch das Bayerische Landesamt für Denkmalpflege geführt wird. Die folgenden Angaben ersetzen nicht die rechtsverbindliche Auskunft der Denkmalschutzbehörde.

## Baudenkmäler nach Ortsteilen

### Rain
| Lage                            | Objekt                      | Beschreibung | Akten-Nr.    | Bild           |
| ------------------------------- | --------------------------- | --- | ------------ | -------------- |
| Dorfstraße 40 (Standort)        | Ehemaliges Schlosswirtshaus | Im Kern 16./17. Jahrhundert; stark erneuert | D-2-78-177-1 | BW             |
| Dürnharter Straße 49 (Standort) | Figur Hl. Florian           | Anfang 18. Jahrhundert; am Feuerhaus | D-2-78-177-2 | BW             |
| Schloßplatz 1, 2 (Standort)     | Schloss                     | Teile einer Vierflügelanlage im Nordflügel und zur Hälfte im Ost- und Westflügel erhalten, Bauzeit 1542 ff., der Hauptturm 1561 vollendet, um 1713 umfassende Umgestaltung; Schlosskapelle, 1712; mit Ausstattung | D-2-78-177-3 | weitere Bilder |
| Weiherweg (Standort)            | Wegkapelle                  | Anfang 18. Jahrhundert; mit Ausstattung; nordöstlich des Schlosses; konchenförmiger Bau mit kleinem Dachreiter | D-2-78-177-4 | Wegkapelle     |

### Dürnhart
| Lage                             | Objekt                          | Beschreibung                                                           | Akten-Nr.    | Bild                            |
| -------------------------------- | ------------------------------- | ---------------------------------------------------------------------- | ------------ | ------------------------------- |
| Schafhöfener Straße 2 (Standort) | Katholische Kirche St. Nikolaus | Kleine Anlage der zweiten Hälfte des 18. Jahrhunderts; mit Ausstattung | D-2-78-177-5 | Katholische Kirche St. Nikolaus |

### Wiesendorf
| Lage                     | Objekt                                      | Beschreibung                                                        | Akten-Nr.    | Bild                                        |
| ------------------------ | ------------------------------------------- | ------------------------------------------------------------------- | ------------ | ------------------------------------------- |
| in Wiesendorf (Standort) | Katholische Kirche St. Johannes Evangelista | Gotische Anlage mit barocken Einbauten im Langhaus; mit Ausstattung | D-2-78-177-6 | Katholische Kirche St. Johannes Evangelista |